# Kayalarreşitbey, Erenler
Kayalarreşitbey là một xã thuộc quận Erenler, tỉnh Sakarya, Thổ Nhĩ Kỳ. Dân số thời điểm năm 2008 là 723 người.